# Mulhouse
Mulhouse là một xã trong tỉnh Haut-Rhin, thuộc vùng Grand Est của nước Pháp, có dân số là 110.359 người (thời điểm 1999). Với trên 200.000 dân cư trong vùng đô thị, Mulhouse là thành phố lớn nhất trong Haut-Rhin và sau Strasbourg là thành phố lớn thứ nhì của Alsace. Mulhouse nằm gần biên biới của 2 quốc gia (Pháp, Đức và Thụy Sĩ). Cùng với các thành phố láng giềng Freiburg im Breisgau, Basel, Belfort, Montbéliard và Colmar, thành phố nằm trong trung tâm của một vùng đô thị trên 2 triệu dân.

## Thông tin nhân khẩu
| 1910    | 1921    | 1946   | 1975    | 1990    | 1999    |
| ------- | ------- | ------ | ------- | ------- | ------- |
| 106 616 | 100 278 | 91 560 | 117 013 | 108 093 | 112 002 |

## Khí hậu
| Dữ liệu khí hậu của Mulhouse (1981–2010)                 | Dữ liệu khí hậu của Mulhouse (1981–2010) | Dữ liệu khí hậu của Mulhouse (1981–2010) | Dữ liệu khí hậu của Mulhouse (1981–2010) | Dữ liệu khí hậu của Mulhouse (1981–2010) | Dữ liệu khí hậu của Mulhouse (1981–2010) | Dữ liệu khí hậu của Mulhouse (1981–2010) | Dữ liệu khí hậu của Mulhouse (1981–2010) | Dữ liệu khí hậu của Mulhouse (1981–2010) | Dữ liệu khí hậu của Mulhouse (1981–2010) | Dữ liệu khí hậu của Mulhouse (1981–2010) | Dữ liệu khí hậu của Mulhouse (1981–2010) | Dữ liệu khí hậu của Mulhouse (1981–2010) | Dữ liệu khí hậu của Mulhouse (1981–2010) |
| Tháng                                                    | 1                                        | 2                                        | 3                                        | 4                                        | 5                                        | 6                                        | 7                                        | 8                                        | 9                                        | 10                                       | 11                                       | 12                                       | Năm                                      |
| -------------------------------------------------------- | ---------------------------------------- | ---------------------------------------- | ---------------------------------------- | ---------------------------------------- | ---------------------------------------- | ---------------------------------------- | ---------------------------------------- | ---------------------------------------- | ---------------------------------------- | ---------------------------------------- | ---------------------------------------- | ---------------------------------------- | ---------------------------------------- |
| Cao kỉ lục °C (°F)                                       | 18.8 (65.8)                              | 21.7 (71.1)                              | 25.7 (78.3)                              | 30.0 (86.0)                              | 32.8 (91.0)                              | 37.0 (98.6)                              | 38.8 (101.8)                             | 39.1 (102.4)                             | 33.7 (92.7)                              | 31.0 (87.8)                              | 23.4 (74.1)                              | 19.9 (67.8)                              | 39.1 (102.4)                             |
| Trung bình ngày tối đa °C (°F)                           | 4.9 (40.8)                               | 6.8 (44.2)                               | 11.5 (52.7)                              | 15.5 (59.9)                              | 19.9 (67.8)                              | 23.3 (73.9)                              | 25.9 (78.6)                              | 25.5 (77.9)                              | 21.0 (69.8)                              | 15.8 (60.4)                              | 9.2 (48.6)                               | 5.6 (42.1)                               | 15.5 (59.9)                              |
| Tối thiểu trung bình ngày °C (°F)                        | −1.5 (29.3)                              | −1.2 (29.8)                              | 2.0 (35.6)                               | 4.6 (40.3)                               | 9.1 (48.4)                               | 12.2 (54.0)                              | 14.1 (57.4)                              | 13.7 (56.7)                              | 10.3 (50.5)                              | 6.9 (44.4)                               | 2.3 (36.1)                               | −0.3 (31.5)                              | 6.1 (43.0)                               |
| Thấp kỉ lục °C (°F)                                      | −23.2 (−9.8)                             | −22.8 (−9.0)                             | −16.4 (2.5)                              | −6.3 (20.7)                              | −3.1 (26.4)                              | 1.8 (35.2)                               | 5.1 (41.2)                               | 3.4 (38.1)                               | −0.9 (30.4)                              | −6.3 (20.7)                              | −12.6 (9.3)                              | −18.7 (−1.7)                             | −23.2 (−9.8)                             |
| Lượng Giáng thủy trung bình mm (inches)                  | 47.3 (1.86)                              | 44.7 (1.76)                              | 52.3 (2.06)                              | 59.0 (2.32)                              | 90.4 (3.56)                              | 73.9 (2.91)                              | 71.2 (2.80)                              | 73.2 (2.88)                              | 69.1 (2.72)                              | 68.6 (2.70)                              | 56.7 (2.23)                              | 66.4 (2.61)                              | 772.8 (30.43)                            |
| Số ngày giáng thủy trung bình                            | 9.3                                      | 8.7                                      | 10.0                                     | 9.9                                      | 11.6                                     | 10.2                                     | 9.8                                      | 10.1                                     | 9.0                                      | 10.3                                     | 10.1                                     | 10.5                                     | 119.7                                    |
| Số ngày tuyết rơi trung bình                             | 8.3                                      | 7.4                                      | 4.6                                      | 1.6                                      | 0.1                                      | 0.0                                      | 0.0                                      | 0.0                                      | 0.0                                      | 0.1                                      | 3.5                                      | 6.9                                      | 32.5                                     |
| Độ ẩm tương đối trung bình (%)                           | 84                                       | 81                                       | 75                                       | 72                                       | 74                                       | 74                                       | 72                                       | 76                                       | 80                                       | 84                                       | 85                                       | 84                                       | 78.4                                     |
| Số giờ nắng trung bình tháng                             | 74.0                                     | 94.1                                     | 138.1                                    | 176.1                                    | 200.1                                    | 226.0                                    | 241.3                                    | 227.7                                    | 164.3                                    | 118.5                                    | 67.8                                     | 55.1                                     | 1.783                                    |
| Nguồn 1: Météo France                                    |                                          |                                          |                                          |                                          |                                          |                                          |                                          |                                          |                                          |                                          |                                          |                                          |                                          |
| Nguồn 2: Infoclimat.fr (độ ẩm, ngày tuyết rơi 1961–1990) |                                          |                                          |                                          |                                          |                                          |                                          |                                          |                                          |                                          |                                          |                                          |                                          |                                          |

## Các thành phố kết nghĩa
- Walsall, Vương quốc Anh (1953)
- Antwerpen, Bỉ (1956)
- Kassel, Đức (1965)
- Chemnitz, Đức (1981)
- Bergamo, Ý (1989)
- Givatayim, Israel (1991)
- Timişoara, România (1991)
- El Khroub, Algérie (1999)
- Sofara, Mali (2003)

## Nhân vật nổi tiếng
- Johann Heinrich Müntz (1727-1789) họa sĩ, kiến trúc sư
- Johann Heinrich Lambert (1728-1777) nhà toán học, vật lý học
- Georges Friedel (1865-1933), nhà khoáng vật học, tinh thể học
- Alfred Werner, nhà hóa học, Giải thưởng Nobel
- Artur Dinter, nhà văn, chính trị gia
- Paul Wolff, nhà y học, chính trị gia
- Robert Wyler đạo diễn phim
- William Wyler, em trai của Robert Wyler, đạo diễn phim
- Karl Krammig chính khách Đức
- Willy Kramp, nhà văn

## Địa điểm tham quan
- Khu phố cổ
- Tòa thị chính (1553)
- Temple du Saint-Etienne (Nhà thờ lớn Mulhouse)
- Tháp châu Âu trên quảng trường châu Âu

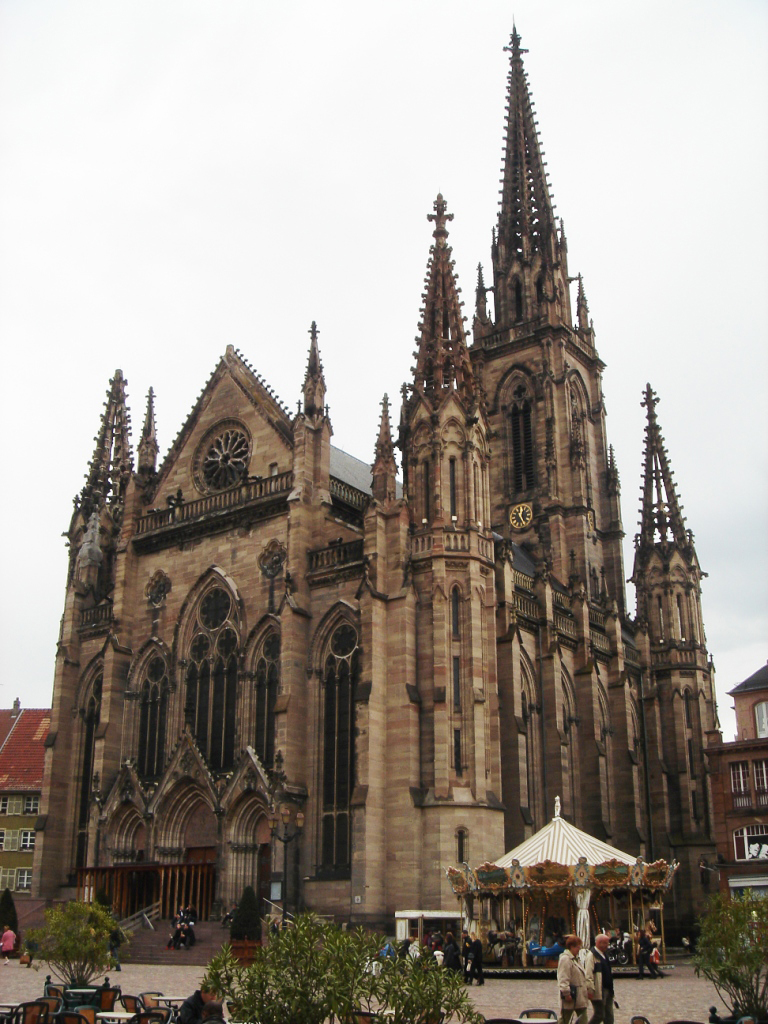
Nhà thờ lớn Mulhouse
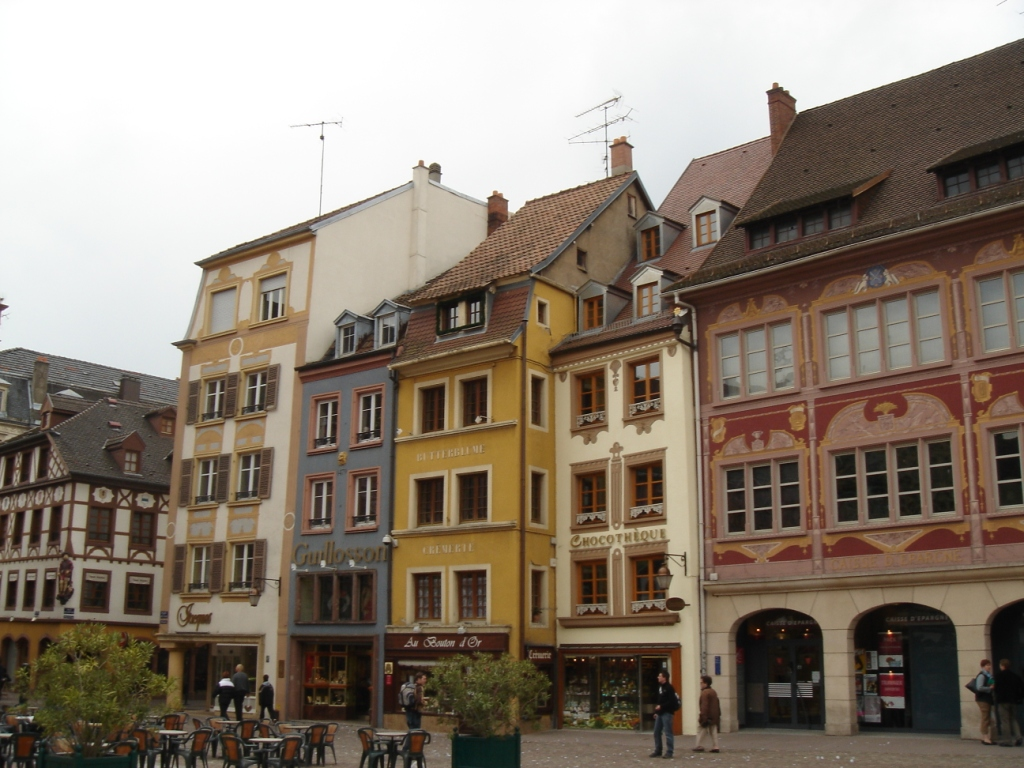
Khu phố cổ